# Vick Ballard
Vick Ballard (* 16. července 1990 v Pascagoule, stát Mississippi) je hráč amerického fotbalu nastupující na pozici Running backa za tým Indianapolis Colts v National Football League. Univerzitní fotbal hrál za Mississippi State University, poté byl vybrán v pátém kole Draftu NFL 2012 týmem Indianapolis Colts.

## Univerzitní fotbal
Ballard nejprve v letech 2008 a 2009 navštěvoval Mississippi Gulf Coast Community College, poté přestoupil na Mississippi State University. Během dvou let zde naběhal 2 158 yardů z 379 pokusů a zaznamenal 30 touchdownů.

## Profesionální kariéra
Během "NFL Scout Combine" Ballard při prvním sprintu na 40 yardů zakopl, při druhém doběhl v čase 4,65, což byl šestnáctý nejrychlejší čas ze všech Running backů. Poté byl vybrán v pátém kole Draftu NFL 2012 na 170. místě celkově týmem Indianapolis Colts.

### Indianapolis Colts
Vick Ballard debutuje v NFL 9. září 2012 proti Chicagu Bears, když ze čtyř běhů získá šest yardů. Startujícím Running backem se stává v utkání proti New York Jets v šestém týdnu, o dva týdny později proti Tennessee Titans zachytává přihrávku Andrewa Lucka a připisuje si první touchdown kariéry. První běhový touchdown zaznamenává 2. prosince proti Detroitu Lions, kariérního rekordu 105 naběhaných yardů v jednom utkání dosahuje 16. prosince proti Houstonu Texans. Celkem si v šestnácti zápasech základní části připsuje 814 naběhaných yardů, 152 zachycených, 3 touchdowny a 3 fumbly.
13. září 2013 hlavní trenér Colts Chuck Pagano oznamuje, že Ballard byl umístěn na seznam zraněných hráčů s přetržením předním zkříženým vazem a sezóna pro něj skončila.
25. července 2014 byl Ballard odvezen ze hřiště kvůli podezření na poranění kotníku. Později provedená magnetická rezonance odhalila přetrženou Achilovu šlachu, kvůli které musel Ballard vynechat celý ročník 2014.